# Guivi Sissaouri
Guivi „Giga“ Sissaouri (georgisch გივი სისაური, Giwi Sissauri; * 15. April 1971 in Tiflis) ist ein ehemaliger georgisch-kanadischer Ringer im Freistil. Er zog 1991 aus der Georgischen SSR nach Kanada, dessen Staatsbürgerschaft er später annahm.
Sissaouri trat für den Wrestling Club Montreal an und wurde von Victor Zilberman trainiert.

## Erfolge
(Abkürzungen: FS=Freistil / OS=Olympische Sommerspiele, WM=Weltmeisterschaften, PS=Panamerikanische Spiele, PM=Panamerikanische Meisterschaften, CG=Commonwealth Games)
- 1995, 2. Platz, WM in Atlanta, FS, bis 57 kg, hinter Terry Brands, USA und vor Harun Doğan, Türkei
- 1996, Silbermedaille, OS in Atlanta, FS, bis 57 kg, hinter Kendall Cross, USA
- 1997, 3. Platz, WM in Krasnojarsk, FS bis 58 kg, hinter Mohammad Talaee, Iran und Ramil Islamow, Usbekistan
- 1998, 3. Platz, WM in Teheran, FS, bis 58 kg, hinter Alireza Dabir, Iran und Harun Doğan
- 1999, 1. Platz, PS in Winnipeg, FS, bis 58 kg, vor Eric Guerrero, USA und Yoendri Albear Ferrer, Kuba
- 1999, 18. Platz, WM in Ankara, FS, bis 58 kg, nach einer Niederlage gegen Yoendri Albear Ferrer und einem Sieg über Aurel Cimpoeru, Rumänien
- 2000, 3. Platz, PA in Cali, Kolumbien, FS, bis 58 kg, hinter Yandro Quintana, Kuba und Eric Guerrero
- 2001, 1. Platz, WM in Sofia, FS, bis 58 kg, vor Ojuunbilegiin Pürewbaatar, Mongolei und David Pogosjan, Georgien
- 2002, 1. Platz, CG in Manchester, FS, bis 60 kg, vor Shokinder Tomar, Indien und Tebe Dorgu, Nigeria
- 2003, 2. Platz, PS in Santo Domingo, FS, bis 60 kg, hinter Yandro Quintana und vor Eric Guerrero
- 2003, 12. Platz, WM in New York City, FS, bis 60 kg, nach Niederlagen gegen Martin Liddle, Neuseeland und David Pogosjan
- 2004, 6. Platz, OS in Athen, FS, bis 60 kg, nach Siegen über Murad Umachanow, Russland und Tevfik Odabaşı, Türkei und zwei Niederlagen gegen Wassyl Fedoryschyn, Ukraine und David Pogosjan
- 2005, 8. Platz, WM in Budapest, FS, bis 60 kg, nach Siegen über Hassan Madani, Ägypten und Yong Chol Ri, Nordkorea und eine Niederlage gegen Morad Mohammadi, Iran
- 2008, 1. Platz, PM in Colorado Springs, FS, bis 60 kg, vor Guillermo Torres, Mexiko und Luis Portillo, El Salvador